# Cortes de Alcalá de 1348
Las cortes de Alcalá de Henares de 1348 dieron como fruto el Ordenamiento de Alcalá, el cual clarificará el orden de prelación de las fuentes del derecho castellano desde el mismo año en que se aprobó hasta el siglo XVIII. Estas cortes fueron convocadas por Alfonso XI, y fueron de vital importancia para el mundo del derecho, pues supondrían el paso de la aplicación de los fueros a la aplicación del derecho común, bien recogido en el Código de las siete partidas.